# Letterboxd
Letterboxd é uma mídia social e rede social online neozelandesa, co-fundado por Matthew Buchanan e Karl von Randow em 2011. Foi lançado como um aplicativo focado no compartilhamento de opiniões de filmes, sendo mantido por uma pequena equipe em Auckland. Os membros podem utilizá-lo de diversas maneiras, podendo avaliar e escrever resenhas sobre filmes, fazer listas sobre seus favoritos e conhecer e interagir com outros cinéfilos.
O nome "Letterboxd" é uma alusão ao letterbox, que é a prática de colocar barras pretas nas bordas da tela para preservar a proporção original do filme.

## História
O site foi lançado no Brooklyn Beta em outubro de 2011 e atraiu mais de 17.000 testadores beta nos primeiros seis meses. Ele passou da versão beta privada para a pública em 24 de abril de 2012, com todas as páginas tornando-se publicamente visíveis. A associação permaneceu apenas para convidados até 8 de fevereiro de 2013, quando foi aberta para uso público.

## Aspectos técnicos

### Recursos gerais
Todos podem ler o conteúdo do site. Porém, é necessário uma conta para poder classificar filmes, revisar filmes e interagir com os outros usuários. O site também disponibiliza a possibilidade de seguir um usuário, podendo assim acompanhar sua atividade.
O Letterboxd também está disponível como um aplicativo móvel para Android e iOS.

### Recursos pagos
Desde sua abertura ao público em fevereiro de 2013, o Letterboxd oferece um serviço de assinatura, com opções gratuitas e pagas. Assinantes pagos podem acessar uma gama mais ampla de recursos, incluindo dados individuais do usuário (como horas gastas assistindo filmes, diretores favoritos e tipos de avaliações fornecidas) e uma ferramenta que identifica se um filme está disponível em um serviço de streaming ao qual o usuário está assinado.
Em setembro de 2020, o Letterboxd anunciou um novo tipo de assinatura chamado "HQ", específico para organizações relacionadas ao cinema, como cinemas, estúdios, festivais e podcasts. Membros HQ podem publicar notícias, incluir links para sites externos e acessar dados de análise da web.

## Banco de dados
Todos os metadados relacionados a filmes usados no site são fornecidos pelo The Movie Database, um banco de dados de código aberto. Em setembro de 2019, a plataforma fez uma parceria com o JustWatch para exibir opções de visualização online para filmes. Em março de 2022, associou-se à Nanocrowd para apresentar "nanogêneros" e recomendações de filmes semelhantes para os usuários.